# Groß Kordshagen
Groß Kordshagen är en kommun och ort i Landkreis Vorpommern-Rügen i förbundslandet Mecklenburg-Vorpommern i Tyskland.
I kommunen finns orterna Groß Kordshagen och Flemendorf.
Kommunen ingår i kommunalförbundet Amt Niepars tillsammans med kommunerna Jakobsdorf, Lüssow, Niepars, Pantelitz, Steinhagen, Wendorf och Zarrendorf.